# Смородинська вулиця
Сморо́динська ву́лиця — зникла вулиця, що існувала в Шевченківському районі міста Києва, місцевість Куренівка. Пролягала від Смородинського узвозу.

## Історія
Вулиця виникла на початку XX століття під назвою Іполітів (Іполітовський) провулок (у деяких джерелах — Іполітовська вулиця). З  1938 року — Смородинський провулок (повторна постанова — 1939 року). Назву Смородинська вулиця набула 1944 року. 
Ліквідована наприкінці 1970-х — на початку 1980-х років у зв'язку з частковим знесенням старої забудови.